# Заря Революции (Липецкая область)
Заря́ Револю́ции (Кульма́) — упразднённая деревня на территории Хворостянского сельсовета Добринского района Липецкой области.

## География
Расположена в 2 км к западу от железнодорожной станции Хворостянка на границе с Грязинским районом.

## История
Прежде на этом месте существовала деревня Кульма (вероятно, основанная не ранее XIX века).
В 1920-х годах сюда переехали несколько жителей села Казинка Грязинского района, которые основали колхоз «Заря революции» (название связано с надеждами на начало новой жизни, которые были принесены событиями осени 1917 года). Позже так стала называться и деревня Кульма.
В 1976 году эта деревня прекратила своё существование, а её жители разъехались в разные места.
В начале 1980-х деревня Заря Революции подписывалась на картах как «нежилой» населённый пункт.